# Catonetria
Catonetria is een geslacht van spinnen uit de familie hangmatspinnen (Linyphiidae).

## Soorten
De volgende soorten zijn bij het geslacht ingedeeld:
- Catonetria caeca Millidge & Ashmole, 1994